# GOLDEN☆BEST deluxe 五輪真弓 コンプリート・シングルコレクション
『GOLDEN☆BEST deluxe 五輪真弓 コンプリート・シングルコレクション』（ゴールデン・ベスト デラックス -）は、五輪真弓のベスト・アルバム。2009年6月10日に発売。発売元はソニー・ミュージックダイレクト。規格品番はMHCL-1532/4。

## 解説
各レコード会社から発売されている“ゴールデン☆ベスト”シリーズの中の1作。3枚組のためタイトルに「デラックス」が付加された。
収録内容は1972年に「少女」でレコード・デビューした五輪のシングル・コレクション。
2005年までのシングル・レコード、CDシングルA面曲を発売順に収録。これまでベスト・アルバムに収録される際はアルバム・ヴァージョンが基本とされていた楽曲（例：「時の流れに 〜鳥になれ〜」）も概ねシングル・ヴァージョンでの収録となった。例外として「ふれあう時を信じて」には「アルバム・ヴァージョン」の表記があり、五輪本人の希望により、アルバム『MAYUMI THE BEST 〜 KOKORO NO TOMO』（2005年12月21日発売、SRCL-6116）でのテイクが収録されたと、ブックレットの解説内で明らかにされている。ディスク3の15曲目・16曲目はボーナス・トラック。
歌詞ブックレットはディスク1と2、ディスク3と分かれた2冊が同梱され、ディスク3の巻末には長井英治によるライナーノーツ、本作発売時までのシングル・アルバム含めたディスコグラフィを掲載。各歌詞の下部に簡略な楽曲解説付。各歌詞ブックレットの裏表紙には、シングル発売時のオリジナル・ディスクジャケット写真が並べて掲載されている。

## 収録曲
- 特記以外　全曲作詞・作曲:五輪真弓

### Disc.1
1. 少女（4:20）
2. 雨（3:25）
3. 昨日までの想い出（2:32）
4. 煙草のけむり（4:41）
5. 冬ざれた街（3:42）
6. ミスター・クラウディ・スカイ（5:35）
7. 酒酔草（4:34）
8. 落日のテーマ（3:03）
9. うつろな愛（3:02）
10. ジャングルジム（5:02）
11. 海（3:28）
12. ゲーム（3:23）
13. さよならだけは言わないで（3:17）
14. 残り火（3:40）
15. 夜汽車（4:12）
16. 合鍵（3:36）
17. 岐路（3:21）
18. 約束（3:09）

### Disc.2
1. 恋人よ（4:08）
2. 運命（3:20）
3. リバイバル（3:45）
4. ジグソーパズル（4:01）
5. 問わず煙草（4:04）
6. 抱きしめて（愛は夢のように）（3:07）
7. 真夜中のラブソング（4:43）
8. 時計（4:23）
9. 野性の涙（3:18）
10. 他人がえり（4:24）
11. ジェラシー（3:32）
12. 熱いさよなら（3:43）
13. 密会（4:06）
14. 空（4:42）
15. 時の流れに〜鳥になれ〜（4:54）
16. 泣かないで（3:39）

### Disc.3
1. そしてさよなら（4:24）
2. ハロー、マイ・フレンド（3:57）
3. おまえ（3:37）
4. 忘れたくない恋（3:42）
5. さよならは一度だけ（3:50）
6. いつも そして いつまでも（4:37）
  - 作詞:谷川俊太郎　作曲:谷川賢作
7. 悲しみにまかせて（3:59）
8. うたかた（4:26）
9. 恋は突然に（6:03）
10. 時は過ぎて（4:52）
11. 愛の約束（5:10）
12. 心の歌（4:05）
13. ふれあう時を信じて（アルバム・バージョン）（4:01）
  - 補作曲:大谷和夫
14. KOKORO NO TOMO（4:23）
15. 心の友（3:16）
16. Wind and Roses（6:57）

## 編曲
- 五輪真弓 - Disc 1 M-8（ベーシックアレンジ）
- 深町純 - Disc 1 M-5、Disc 2 M-14、Disc 3 M-7
- 萩田光雄 - Disc 1 M-9、Disc 2 M-13
- David Campbell - Disc 1 M-10・12、Disc 3 M-13（ストリングスアレンジ）
- Michel Bernholc - Disc 1 M-11・16-18、 Disc 2 M-3・6・9-12、Disc 3 M-15
- 服部克久 - Disc 1 M-8（ストリングスアレンジ）
- 井上堯之 - Disc 2 M-7
- レイモン・ドネッズ - Disc 2 M-8
- 水谷公生 - Disc 3 M-1
- 乾裕樹 - Disc 3 M-2
- 船山基紀 - Disc 1 M-13-15、 Disc 2 M-1・2・4・5・15・16、Disc 3 M3-5・8・16
- 溝口肇 - Disc 3 M-6
- 井上鑑 - Disc 3 M-9・10
- 三井誠 - Disc 3 M-11
- 栗田信生 - Disc 3 M-12
- Febian Reza Pane - Disc 3 M-14